# 키쇼레 쿠마

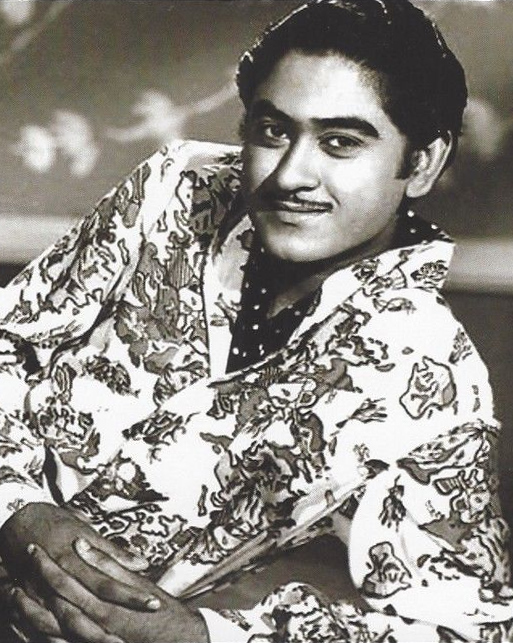
우표 속 사진 (2016년)

키쇼레 쿠마(Kishore Kumar, 본명: Abhas Kumar Ganguly, 1929년 8월 ~ 1987년 10월 13일)는 인도의 플레이백 싱어이자 배우이다. 인도 음악사에 역동적인 가수들 중 한 명으로 인식된다. 인도영화사, 특히 요들링에서 가장 대중적인 가수들 중 한 명이며 각기 다른 목소리로 노래를 부르는 능력을 지녔다.
힌디어 외에도 그는 벵골어, 마라티어, 아삼어, 구자라트어, 칸나다어, 보즈푸리어, 말라얄람어, 오디아어 및 우르두어를 포함한 다른 많은 인도 언어로 노래했다. 그는 또한 여러 언어, 특히 역대 고전으로 알려진 벵골어로 몇 개의 비영화 앨범을 발표했다. 그의 형제이자 전설적인 배우 아쇼크 쿠마(Ashok Kumar)에 따르면 키쇼레 쿠마는 "목소리가 가장 민감한 지점에서 마이크에 직접 닿기"때문에 가수로서 성공했다.
쿠마는 연기에도 적극적이었다. 그의 첫 번째 영화 출연은 그의 형제 아쇼크가 주연을 맡은 시카리(Shikari, 1946)였다. 쿠마는 봄베이 토키(Bombay Talkies) 영화 안돌란(Andolan, 1951)에서 첫 주연을 맡았다. 형의 도움으로 연기 과제도 받았지만 가수가 되는 데 더 관심이 많았다. 여러 영화(Ladki, Char Paise, Baap Re Baap 등)의 성공 이후 쿠마는 진지하게 연기하는 데 관심을 갖게 되었고 그 결과 1955년에서 1966년 사이에 주연으로 성공적인 영화를 만들었다.
배우로서 그의 최고의 시기는 1954년에서 1968년 사이였다. 그는 28개 후보 중 최우수 남성 재생 가수 부문 8개 영화상을 수상했으며 해당 부문에서 가장 많은 영화상을 수상하고 후보로 지명한 기록을 보유하고 있다. 그는 1985년 마디아프라데시주 정부로부터 라타 만게쉬카르 상(Lata Mangeshkar Award)를 수상했다. 1997년 마디아프라데시주 정부는 힌디어 영화에 대한 공헌을 위해 "키쇼쿠마상"(Kishore Kumar Award)을 제정했다. 2012년 그의 미공개 마지막 노래는 뉴델리의 오시언스 시네팬 옥션(Osian's Cinefan Auction)에서 ₹15.6 라크(lakh)에 판매되었다.